# Res cogitans e res extensa
Cartesio suddivide la realtà in res cogitans e res extensa. Con res cogitans s'intende la realtà psichica, a cui Cartesio attribuisce le seguenti qualità: inestensione, libertà e consapevolezza. La res extensa rappresenta invece la realtà fisica, che è estesa, limitata e inconsapevole.
Il concetto deriva dal «cogito», giacché Cartesio sente la necessità di distinguere nettamente ciò di cui l'uomo ha appurato l'esistenza con un'intuizione psicologica (lo spirito) da ciò di cui egli non può essere certo (il corpo, che tramite i sensi invia informazioni - che potrebbero anche essere false - allo spirito).

## Le due sostanze
Lo spunto originario deriva dalla metodologia cartesiana. Per tutto ciò di cui si può dare un modello meccanico, tale modello è anche sufficiente come spiegazione del fenomeno preso in considerazione. Un modello meccanico opera solo con la fisica meccanica, cioè con corpi estesi in movimento.
Anticamente anche Agostino d'Ippona aveva identificato nell'estensione la caratteristica principale dei corpi.
Ci sono, però, fenomeni quali il linguaggio ed il pensiero per cui non è possibile dare un modello meccanico. Perciò, conclude Cartesio, queste facoltà esistono al di fuori del dominio della res extensa e bisogna assumere l'esistenza di un secondo dominio ontologicamente distinto dalla res extensa. Pensiero e linguaggio sono dunque fenomeni pertinenti alla res cogitans e devono essere studiati e spiegati con un modello e una scienza diversa dalla meccanica.
Poiché queste due realtà sono molto eterogenee e fondamentalmente non possono interagire, si crea un problema nella spiegazione della capacità umana di agire secondo libera volontà. Come possono interagire i due domini di res extensa e res cogitans nell'uomo? Cartesio cerca di risolvere la questione del dualismo ammettendo comunicazione tra i due domini per mezzo della "ghiandola pineale" (l'odierna epifisi).
Ora il criterio dell'evidenza, il punto di partenza del metodo cartesiano, ha sconfitto sì il dubbio scettico (iperbolico), ma ha fatto nascere la necessità dell'esistenza di due mondi, quello del pensiero (cogito) e quello della realtà (sum). E ciascuno di questi due mondi deve necessariamente far capo a una sostanza. Ma con Cartesio le sostanze sono due: la res cogitans (pensiero) e la res extensa (la realtà), ma la sostanza è una e non può essere altro che una.
Cartesio pensa di superare questa difficoltà sostenendo che in effetti la sostanza è veramente unica: essa è Dio, creatore sia della realtà che del pensiero. Insomma la res cogitans e la res extensa hanno un denominatore comune che è Dio, di cui Cartesio si è premurato di dimostrare razionalmente l'esistenza, incappando però nel "circolo cartesiano". Secondo Cartesio, Dio ha creato dapprima le verità eterne e poi il mondo dal nulla, governandolo con la Sua divina provvidenza. Egli nutre una particolare cura delle creature umane, ponendo nel loro pensiero le idee innate, a partire dalle idee di perfezione e di infinito.
La distinzione fra res cogitans e res extensa fu ripresa nell'Ethica di Spinoza secondo il quale il Pensiero e l'Estensione sono due attributi infiniti dell'unica Sostanza divina. Anima e corpo sono a loro volta due modi finiti del Pensiero e dell'Estensione.

## Critiche
Il panteismo dell'età contemporanea afferma che l'anima esiste anche al di fuori del corpo, extrasomaticamente, e che l'Io è una sorta di aria trasparente in cui le cose si rendono visibili e percepibili.